# Reproducció vegetativa

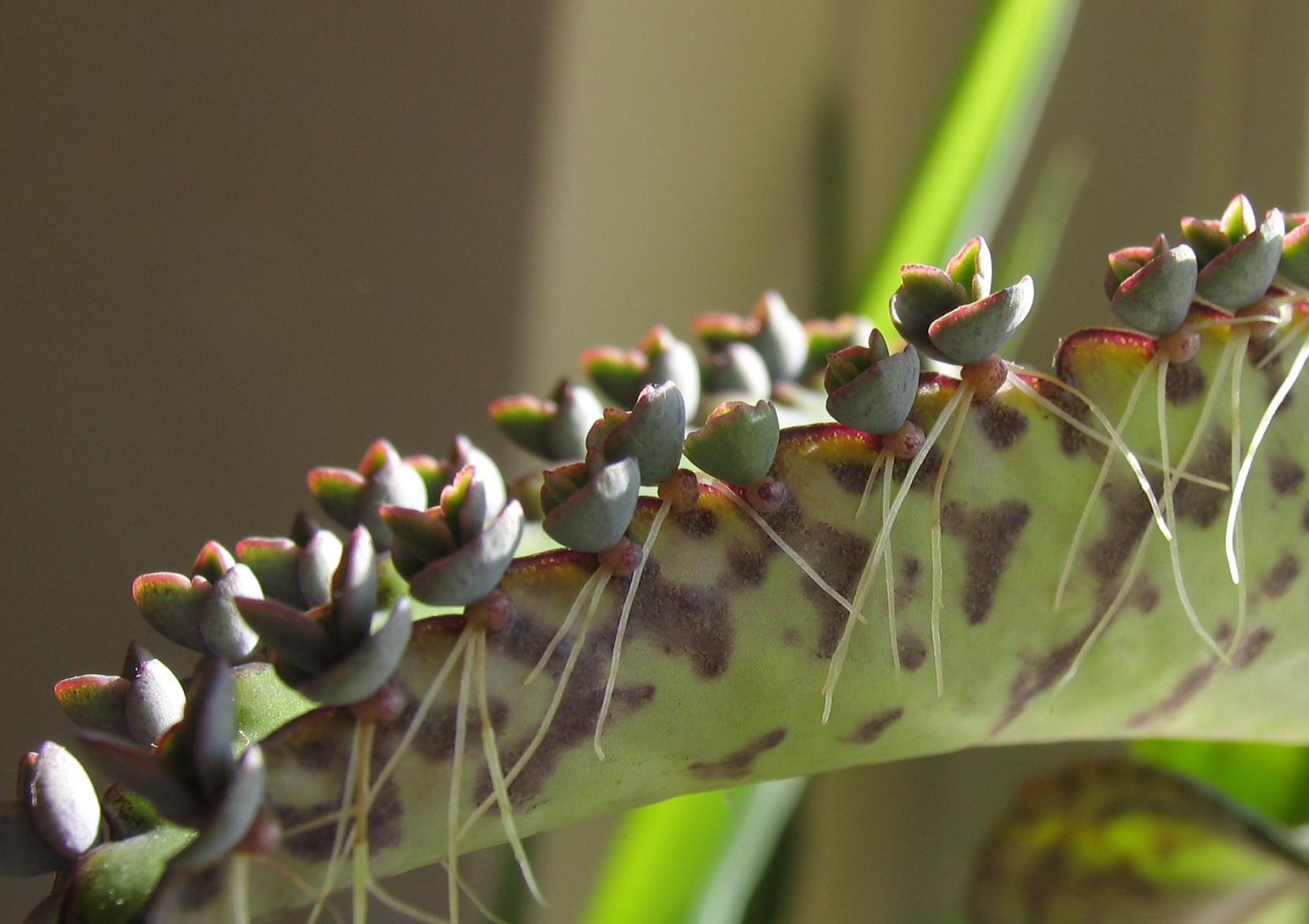
La Kalanchoe daigremontiana es reprodueix vegetativament amb unes plàntules que es desenvolupen als marges de les seves fulles i que arrelen en caure a terra.

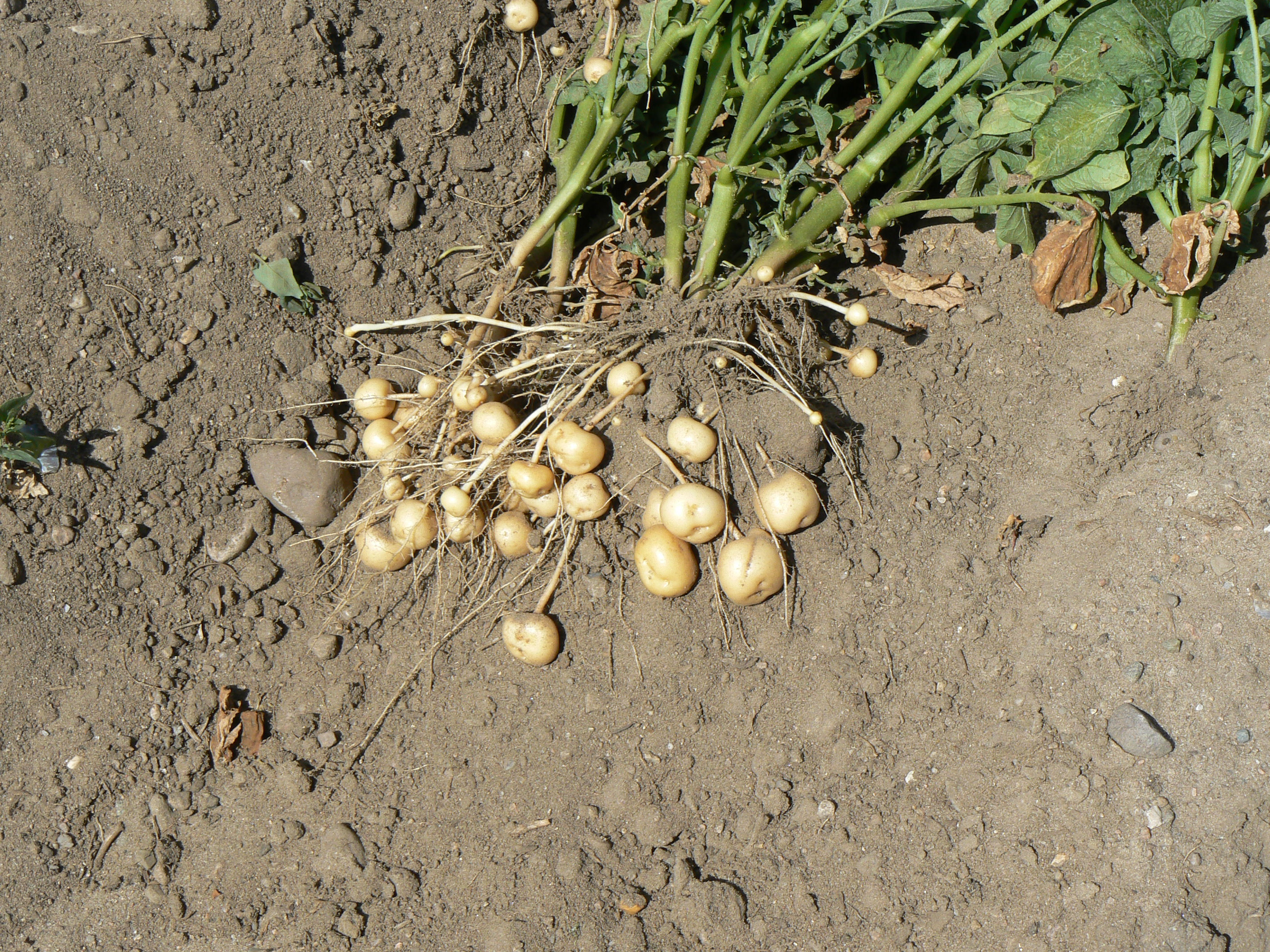
La patatera produeix tubercles que poden generar noves plantes

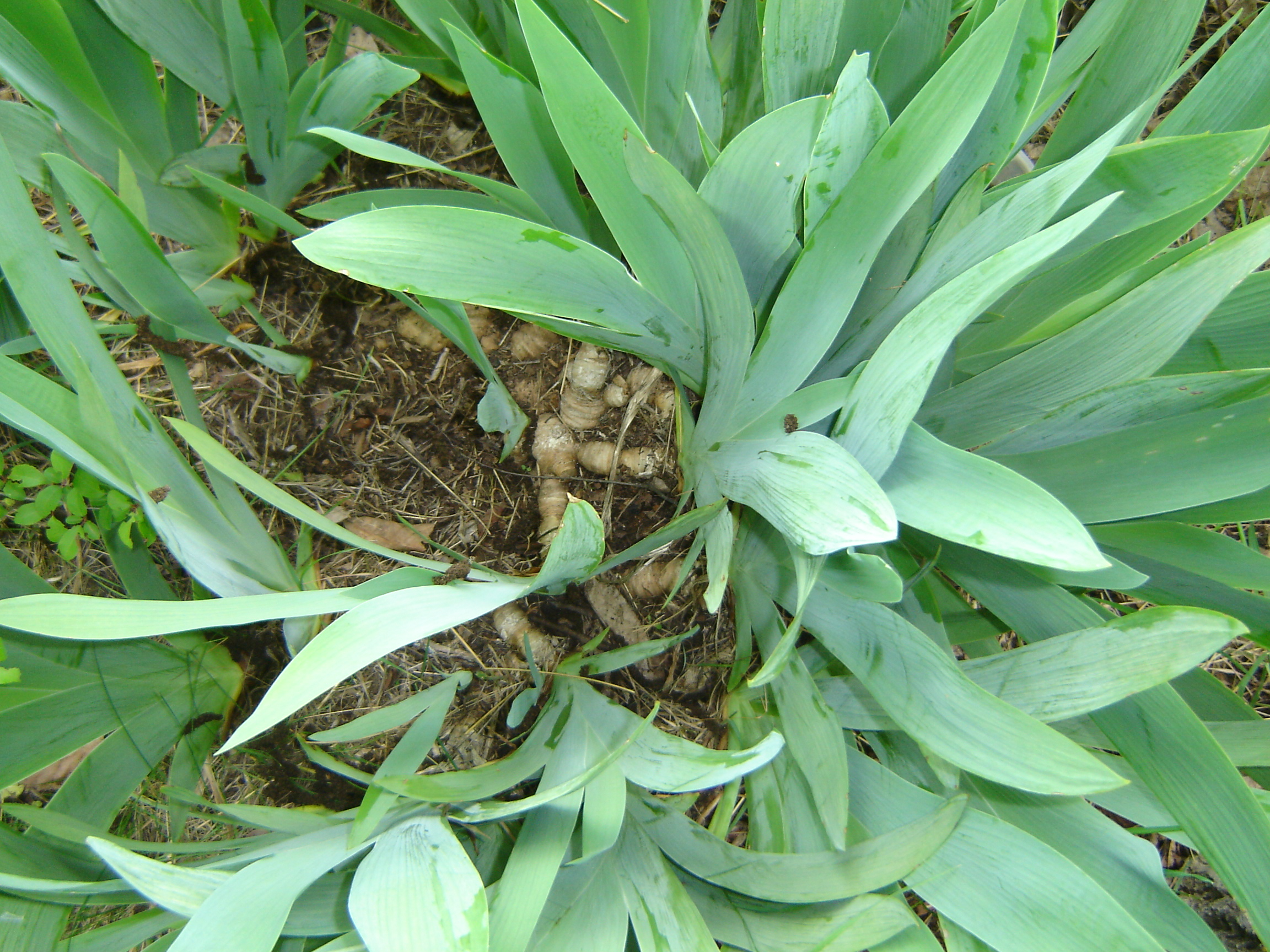
Una colònia clonal de lliri blau.

La reproducció vegetativa o multiplicació vegetativa és una forma de reproducció vegetal de tipus asexual que genera nous individus, genèticament idèntics al progenitor, a partir d'alguna de les parts de la planta, com ara estolons, brots, esqueixos, bulbs, tubercles, rizomes o corms.

## Estolons
Els estolons són brots que creixen horitzontalment a partir de la base de la tija d'algunes espècies de plantes, els estolons poden se subterranis, com el cas de Ficinia spiralis o aeris, creixent arran de terra, com en el cas de la maduixera o la potentola.

## Bulbs
Els bulb és un òrgan generalment subterrani format per fulles carnoses i una tija molt curta i del qual surten les arrels de la planta. Una manera de reproducció vegetativa de les plantes bulboses és l'aparició de petits bulbils que neixen a les axil·les de les fulles carnoses que formen el bulb. Aquests bulbils generaran una nova planta idèntica a la progenitora. En el cas de l'all, el bulb acostuma a estar format per bulbils, coneguts com a grans, cada bulbil generarà una nova planta amb les condicions adequades. Una altra espècie on és fàcil apreciar l'aparició de bulbils és l'escalunya.

## Tubercles
Els tubercles caulinars són tiges subterrànies modificades per tal d'emmagatzemar nutrients de reserva i, sovint, també són un mitjà per a la reproducció vegetativa. Cada planta produeix un conjunt de tubercles que podran generar noves plantes. En ser una tija, cada tubercle té com a mínim una gemma a partir de la qual es desenvoluparà una nova planta.

## Rizomes
Els rizomes són tiges subterrànies que semblen arrels gruixudes on s'emmagatzemen nutrient de reserva. En ser tiges tenen gemmes a partir de les quals es poden desenvolupar noves plantes. Alguns exemples són els bambús o el gingebre. Algunes espècies utilitzen aquest mitjà de reproducció asexual per a crear colònies clonals, un exemple prou conegut és el dels lliris blaus.

## Corms
Els corms o bulbs massissos són tiges subterrànies engruixides que serveixen com òrgan de reserva de nutrients, es diferencien dels bulbs per no tenir fulles carnoses. En són exemples de plantes amb corm el taro i els gladiols.